# Maria Rosetti
Maria Rosetti, född 1819, död 1893, var en rumänsk journalist och redaktör. Hon var Rumäniens första kvinnliga journalist.